# ランニング・ハイ
『ランニング・ハイ』は1997年4月25日に発売されたシステムサコム制作のPlayStation用のレースゲームである。キャッチコピーは「その鼓動（ビート）が、お前を最高（ハイ）にする」。

## 概要
21世紀の近未来が舞台となる。コンポーネント・マッスルという強化パーツを身につけてサーキットを疾走するレースゲーム。プレイヤーはランナーを操作し、制限時間以内にコースを3周して優勝する事が目的。

## ゲームシステム
レース開始前に6人のそれぞれ特性が異なるシードランナーの中から1人選択し、挑戦するコースを「MARQUI TOWN」「HIGHWOOD」「TERRA PARK」の3種類から1つ選択する。
タイムリミットが設定されており、時間以内にコースを3周走り切れたらクリア。途中でチェックポイントがあり、通過すると時間が追加される。
右下にあるエネルギーゲージが点滅を始めると急加速をかけられるようになる。コーナーリングではドリフトの代わりとしてスライディング走行をすることもできる。
タイムリミットが0になると、タイムアップとなり失格となる。タイムリミットはランナーによって異なる。